# Engajamento militar
Um engajamento militar é um combate entre duas forças, nem maiores que uma divisão nem menores que uma companhia, em que cada uma tem uma missão atribuída ou percebida. Um engajamento começa quando a força atacante inicia o combate em busca de sua missão, e termina quando o atacante cumpriu a missão, ou deixa de tentar cumprir a missão, ou quando um ou ambos os lados recebem reforços suficientes, iniciando assim um novo engajamento.
Como uma missão tática, o engajamento é frequentemente parte de uma batalha. Um engajamento normalmente dura de um a dois dias; pode ser tão breve quanto algumas horas e raramente é mais longo do que cinco dias. É nessa escala de combate que os alcances de armas e sistemas de suporte do engajamento tático se tornam importantes para as tropas e seus comandantes.